# Santiago Abascal Escuza
Santiago Abascal Escuza (Amurrio, 30 d'octubre de 1949 – Galdakao, 23 de juliol de 2017) fou un polític espanyol, membre del PP i posteriorment de Vox. Un dels seus tres fills és Santiago Abascal Conde, president de Vox i diputat a les Corts Generals per Madrid.

## Biografia
Va ser fill de Manuel Abascal Pardo, alcalde d'Amurrio i diputat provincial durant la dictadura franquista, i de Maria del Pilar Escuza Olabarrieta, casats el 1946. Santiago Abascal va ser comerciant. Es va casar amb María Isabel Comte Álvarez (natural de la Corunya que es va traslladar amb dos anys de Galícia al País Basc), amb qui va tenir un fill, Santiago Abascal Conde, i dues filles, Stela Abascal Conde i Iria Abascal Conde.
Un any després de la mort de Francisco Franco Bahamonde es va afiliar a Unió Nacional Espanyola, que dos anys després es va integrar en Aliança Popular. Des del seu començament en la política fins que va obtenir representació parlamentaria van passar onze anys. Entre 1987 i 1991 va ser representant del grup de Coalició Popular en les Juntes Generals d'Àlaba i representant per Ayala, formant part del comitè executiu provincial del partit.
En 1995 va ser triat regidor pel Partit Popular a l'ajuntament d'Amurrio, i representant per la circumscripció de la Vall d'Ayala. Aquest mateix any forma part del Comitè Executiu del seu partit al País Basc. Després de ser reelegit en les eleccions locals i forals de 1999 tant en les juntes generals com a l'Ajuntament d'Amurrio, el 2003 va passar al Congrés dels Diputats, a Madrid, sent triat diputat del Partit Popular per la província d'Àlaba, en substitució de Rafael Cambra Rodríguez-Valenzuela, que havia renunciat al seu escó. Allí va estar un any, fins a 2004, en què va ser nomenat president del Partit Popular de la Vall d'Ayala.
El 2013 va ser citat en el Cas Bárcenas per aparèixer en els papers de Bárcenas. Va declarar que va rebre 12.000 euros el 1999 del Partit Popular però que no recordava de qui.
El 2015 va abandonar el Partit Popular, després de 35 anys de militància, perquè considerava que el partit havia deixat enrere les idees que sempre havia defensat, que resumia en España y libertad, i per les que va patir l'assetjament de l'esquerra abertzale, que va atacar amb còctels molotov el seu negoci tèxtil a Amurrio, a més de patir diverses amenaces. En una d'elles els seus cavalls van aparèixer pintats amb el lema Gora ETA. Després de la seva marxa del Partit Popular es va incorporar a Vox, El partit fundat per un dels seus tres fills, Santiago. El 2016 va ser candidat a lehendakari per Vox, encara que durant la campanya electoral va estar impossibilitat per raons mèdiques. Va morir a l'Hospital de Galdakao, el 23 de juliol de 2017, després d'un any hospitalitzat a causa de la malaltia que li va provocar la mort. Per la seva defensa de la derrota del grup terrorista ETA va ser reconegut com a símbol de les víctimes del terrorisme.